# Ore distrikt
Ore distrikt är ett distrikt i Rättviks kommun och Dalarnas län. Distriktet ligger omkring Furudal i nordöstra Dalarna.

## Tidigare administrativ tillhörighet
Distriktet inrättades 2016 och utgörs av Ore socken i Rättviks kommun.
Området motsvarar den omfattning Ore församling hade vid årsskiftet 1999/2000.

## Tätorter och småorter
I Ore distrikt finns en tätort och en småort.

### Tätorter
- Furudal

### Småorter
- Östanvik